# Schlachtgeschwader 103
103-тя штурмова ескадра (нім. Schlachtgeschwader 103 (SG 103) — ескадра штурмової авіації Люфтваффе за часів Другої світової війни. Протягом усього свого існування ескадра використовувалася як навчальний авіаційний підрозділ і тому не виконував жодних бойових завдань.

## Історія
103-тя штурмова ескадра була сформована 18 жовтня 1943 року в Мец-Фрескаті на основі штабу 101-ї ескадри пікіруючих бомбардувальників.
Ескадра використовувалася як навчальна протягом усього свого існування і тому не виконувала жодних бойових завдань. У липні 1944 року її було підпорядковано 3-й льотній навчальній школі 10-го повітряного флоту. 16 квітня 1945 року, перед беззастережною капітуляцією Вермахту, її було розформовано. Її особовий склад було переведено до бригади СС «Вестфалія».

## Командування

### Командири SG 103
- майор Бруно Діллей (18 жовтня — жовтень 1943)
- оберст Клеменс фон Шенборн-Візентгайд (жовтень 1943 — червень 1944)
- майор Карл Генце (1 лютого — 16 квітня 1945)

### Командири I./SG 103
- гауптман Карл-Герман Ліон (18 жовтня 1943 — 10 березня 1945)
- гауптман Фріц Айєр (11 березня — 16 квітня 1945)

### Командири II./SG 103
- гауптман Герберт Пабст (18 жовтня 1943 — 15 березня 1944)
- гауптман Горст Шнухель (16 березня — 14 червня 1944)
- гауптман Герберт Бауер (15 червня — 7 листопада 1944)
- гауптман Курт Лау (23 листопада 1944 — 16 квітня 1945)

## Основні райони базування 103-ї штурмової ескадри

### Основні райони базування SG 103
| 18 жовтня 1943 — травень 1944 | Мец-Фрескаті | Ar 96, Fw 190, Ju 87 |
| травень — жовтень 1944        | Бібліс       | Ar 96, Fw 190, Ju 87 |
| жовтень 1944 — березень 1945  | Коленбіссен  | Ar 96, Fw 190, Ju 87 |
| березень — 16 квітня 1945     | Фасберг      | Ar 96, Fw 190, Ju 87 |

### Основні райони базування I./SG 103
| 18 жовтня 1943 — квітень 1944 | Мец-Фрескаті   | Ar 96, Fw 190, Ju 87 |
| квітень — травень 1944        | Мец-Діденгофен | Ar 96, Fw 190, Ju 87 |
| травень — жовтень 1944        | Бібліс         | Ar 96, Fw 190, Ju 87 |
| жовтень 1944 — березень 1945  | Коленбіссен    | Ar 96, Fw 190, Ju 87 |
| березень — 16 квітня 1945     | Фасберг        | Ar 96, Fw 190, Ju 87 |

### Основні райони базування II./SG 103
| 18 жовтня 1943 — серпень 1944 | Мец-Фрескаті | Ar 96, Fw 190, Ju 87 |
| серпень 1944 — січень 1945    | Гьоршінг     | Ar 96, Fw 190, Ju 87 |
| січень — березень 1945        | Коленбіссен  | Ar 96, Fw 190, Ju 87 |
| березень — 16 квітня 1945     | Фасберг      | Ar 96, Fw 190, Ju 87 |